# Rendezvous
Rendezvous é um mecanismo de sincronização do sistema operacional Plan 9 from Bell Labs. Este mecanismo é uma chamada de sistema que permite dois processos compartilharem um mesmo dado durante a sincronização.
Chamada rendezvous tem uma tag e um valor como seus argumentos. A tag tipicamente é um endereço de memória compartilhado pelos dois processos. Uma chamada de rendezvous coloca um processo para dormir até que uma segunda chamada rendezvous com a tag adequada ocorra. Em seguida, os valores são compartilhados e ambos processos saem do estado de dormência.
Mecanismos mais complexos de sincronização podem ser criados a partir desta operação primitiva. 